# Mario (Nintendo)
Mario (Japans: マリオ) is een videospel-personage, ontwikkeld door de Japanse spelontwerper Shigeru Miyamoto, en wordt gezien als de mascotte van Nintendo. Mario heeft al in meer dan 200 videospellen een rol gespeeld sinds hij werd ontwikkeld en hoewel hij eigenlijk alleen in platformspellen verscheen, verschijnt hij tegenwoordig in allerlei soorten spellen, zoals racegames, puzzelspellen, role-playing games, vechtgames, sportgames en vele anderen soorten spellen.
Mario is een kleine, aardige, mollige, Italiaanse loodgieter, die woont in het Mushroom Kingdom. Mario staat er om bekend dat hij Bowsers plannen dwarsboomt aangezien Bowser Princess Peach wil kidnappen om zo over het Mushroom Kingdom te kunnen heersen. Mario heeft naast Bowser ook nog andere vijanden en rivalen, zoals Bowsers kinderen, Donkey Kong (met wie hij later bevriend raakte) en Wario (zijn aartsrivaal).
Aangezien Mario de mascotte van Nintendo is, is hij het bekendste personage uit een videospel. Alle Mario-spellen samen zijn al meer dan 285 miljoen keer verkocht, waarmee de Marioserie de bestverkopende videospelserie aller tijden is. Naast de platformspellen waarin hij vaak verschijnt, is Mario ook te vinden in videospellen in andere genres zoals de Mario Kart-raceserie, maar ook de Nintendo-arcadesportspellen (zoals de Mario Tennis-serie en de Mario Golf-serie) en Nintendo's Mario-RPG's. Naast de spellen, televisieprogramma's, film en strips, bestaan er nog vele andere producten met Mario.

## Concept en vormgeving
Mario verscheen voor het eerst in het arcadespel Donkey Kong als een personage genaamd "Jumpman". Jumpman was een timmerman met een rode cap en een snor. Het spel was verrassend succesvol. Mario vormde later een paar met zijn broer Luigi in een ander arcadespel, getiteld Mario Bros. Toen de Nintendo Entertainment System (NES) werd uitgebracht, was Super Mario Bros het lanceerspel voor het systeem met Mario in de hoofdrol. "Jumpman", de held uit Donkey Kong, werd ook wel "Mario" genoemd in bepaalde promotiestukken voor het spel. Hij zou vernoemd zijn naar de zakenman Mario Segale, die begin jaren tachtig de verhuurder was van Nintendo of America's hoofdkantoor in Seattle. In de tijd dat het gebouw daar stond, was Nintendo of America op zoek naar een naam voor de populaire Jumpman. Ze realiseerden zich dat Segale en Jumpman veel op elkaar leken, dus werd de naam veranderd naar Mario.
Met de gelimiteerde pixels en kleuren van de 8 bit-NES, konden de spelprogrammeurs Mario's bewegingen niet animeren zonder zijn armen te laten "verdwijnen". Door zijn shirt een vaste kleur te geven en hem een overall te laten dragen werd dit probleem opgelost. Ook hadden ze niet de ruimte om hem oren of een mond te geven en ze konden hem geen haar geven, wat resulteerde in een snor, bakkebaarden en een pet om deze problemen op te lossen. Mario's bedenker, Shigeru Miyamoto, stelde toen hij werd geïnterviewd, dat Mario een cap draagt omdat hij het moeilijk vindt om haar te tekenen. Mario's stem werd van 1995 tot en met 2023 ingesproken door Charles Martinet, die ook de stem deed van Luigi, hun tegenstanders, Wario, Waluigi en andere personages zoals Toadsworth.
Mario heeft de rol aangenomen van Nintendo's mascotte en er is een hele merchandise rondom hem. Mario's hoofdrivaal was de SEGA-mascotte Sonic the Hedgehog die debuteerde in 1991. De twee mascottes hadden een nek-aan-nekrace tot bijna een decennium daarna, totdat in 2001 Sonic Adventure 2: Battle op een Nintendoconsole verscheen door SEGA's nieuwe thirdpartystatus, waardoor de langdurige rivaliteit ophield. Mario en Sonic verschenen officieel samen in een sportspel: Mario & Sonic at the Olympic Games. De twee maken ook deel uit van Nintendo's Super Smash Bros.-serie.

## Verschijningen

Het embleem van Mario.

Mario maakte zijn debuut in het arcadespel Donkey Kong in 1981. In Donkey Kong Junior in 1982 was hij de schurk en in het eindfilmpje gaat hij knock out (maar hij is niet dood aangezien hij opnieuw verschijnt in latere spellen). De spellen waren erg succesvol en werden daardoor er ook een arcade-spin-off verscheen, Mario Bros. in 1983, dat een twee-speler modus bevatte en ook zijn langere doch jongere broer Luigi introduceerde. Zijn volgende verschijning was in Super Mario Bros. voor het Nintendo Entertainment System (NES).
In het geheel zijn Mario spellen ongeveer 285 miljoen keer verkocht, met Super Mario Bros. 3 als recordhouder voor een spel dat niet met console samen werd verkocht (er werden 18 miljoen exemplaren verkocht). Mario en zijn vrienden verschenen ook in de latere Game & Watch spellen. Mario heeft zo ongeveer elk genre qua videospellen onderzocht. Naast de actieplatforms verscheen hij in puzzelspellen, race spellen, sportspellen, vechtspellen, RPG's en zelfs educatieve spellen.
Naast zijn platform-spelverschijningen, verscheen Mario in nog veel meer andere spellen en maakt gastoptredens in niet-Mariospellen, zoals in Mike Tyson's Punch-Out!! waar hij de scheidsrechter is. Naast zijn gastoptredens verscheen Mario ook in non-platformspellen als de held van de serie, zoals de Super Smash Bros.-serie. Deze spellen werden uitgegeven door Nintendo, maar ontwikkeld door een ander bedrijf, zoals Hudson Soft of Camelot Software Planning. Mario verscheen zelfs al speelbaar personage in NBA Street V3 en SSX On Tour, beide van Electronic Arts. Bij sommige verschijningen, is hij niet eens een in-gamepersonage: in The Legend of Zelda: A Link To The Past verscheen Mario op een schilderij en in Metal Gear Solid: The Twin Snakes verscheen hij samen met Yoshi als een klein beeldje.
Na het relatief onbekende Game & Watch-spel Mario Bombs Away werd Mario's eerste non-platform spel uitgebracht in 1990. Dr. Mario's gameplay was gelijk aan die van Tetris, wat later werd overgezet naar bijna alle consoles van Nintendo. Mario werd later ook gebruikt in andere genres; twee voorbeelden hiervan zijn het educatieve spel Mario Paint, dat verscheen in 1992 voor de Super Nintendo Entertainment System en Super Mario Ball voor de Game Boy Advance. Het uit 1996 daterende Super Mario RPG: Legend of the Seven Stars voor de Super Nintendo Entertainment System zorgde voor Mario's eerste role-playing game, sinds toen zijn er nog negen role-playing games gevolgd: Paper Mario voor de Nintendo 64, Mario & Luigi: Superstar Saga voor de Game Boy Advance, Paper Mario: The Thousand-Year Door voor de Nintendo GameCube, Mario & Luigi: Partners in Time voor de Nintendo DS, Super Paper Mario voor de Wii, Mario & Luigi: Bowser's Inside Story voor de Nintendo DS, Paper Mario: Sticker Star voor de Nintendo 3DS, Mario & Luigi: Dream Team Bros. voor de Nintendo 3DS en Mario & Luigi: Paper Jam Bros., ook voor de Nintendo 3DS. Buiten de platformspellen waarmee hij vaak wordt geassocieerd, verscheen Mario ook in de wat meer sport-georiënteerde videospellen, zoals Mario Superstar Baseball en de Mario Smash Football-serie.
Mario's multiplayerspellen representeren een belangrijk sub-bereik van Mario-spellen. De Mario Kart-franchise begon met het uit 1992 daterende Super Mario Kart voor de Super Nintendo Entertainment System en is nog steeds een heel succesvolle en de langstlopende kart-racefranchise tot op heden, aangezien er wereldwijd (met uitzondering van de Mario Kart Arcade versies) meer dan 30 miljoen exemplaren zijn verkocht. Naast het racen, bevatten de Camelot-sportspelfranchises Mario Golf en Mario Tennis ook Mario. In 1999 startte de, door Hudson ontworpen, spelserie Mario Party op de Nintendo 64. De spellen zitten vol met mini-games en zijn speelbaar met maximaal 4 spelers, met als meest recente incarnaties Mario Party 10, dat in maart 2015 werd uitgebracht voor de Wii U; en Mario Party:The Top 100, dat uitkwam in januari 2018 voor de 3DS.
De televisieserie The Super Mario Bros. Super Show! en een speelfilm die losjes gebaseerd was op de videospelserie genaamd Super Mario Bros. brachten het personage naar de tv- en de filmwereld. De show bevatte "Captain" Lou Albano als Mario en de film bevatte Bob Hoskins. Buiten de originele spellen, televisieprogramma's, film en strips, heeft Mario een merchandise die om hem draait en maakte zijn opwachting in de populaire cultuur. De Nintendo Comics System-serie, samen met de Nintendo Adventure Books die ook werden gemaakt.
In 2016 werd Super Mario Run uitgebracht, het eerste Mariospel voor mobiele apparaten.
In 2023 werd de film The Super Mario Bros. Movie uitgebracht, waarin Mario's stem werd ingesproken door Chris Pratt. De Nederlandse stem is ingesproken door Florus van Rooijen en de Vlaamse stem door Lander Severins.

## Kenmerken
Mario was oorspronkelijk neergezet als een tweedimensionale sprite, maar in latere spellen heeft hij een driedimensionaal, polygonisch weergegeven uiterlijk. Hij is omschreven als een loodgieter die woont in het Mushroom Kingdom en een lengte heeft van 155 cm (5 ft 1). Hij is de oudere maar kleinere broer van Luigi en ze zijn beide Italiaanse loodgieters. Volgens verschillende bronnen, komen Mario en Luigi uit Brooklyn, alhoewel Super Mario World 2: Yoshi's Island de indruk wekt dat hij werd geboren in het Mushroom Kingdom. Mario's complete tegenpool is Wario.

### Uiterlijk
Mario's standaard uiterlijk is met de jaren veranderd: een kort, gezet mannetje dat een petje met een 'M' erop draagt, bruin haar, zwarte snor, een abnormaal grote en ronde neus, witte handschoenen en een overall. De reden dat hij die snor en dat petje heeft gekregen is dat ze de mond en het haar niet zo konden laten bewegen. Hij draagt normaal gesproken een blauwe overall over een rood shirt, maar oorspronkelijk droeg hij een rode overall op een blauw shirt zoals in Donkey Kong (dit is ook hoe Mario eruitziet in de drie cartoonseries). In de originele Super Mario Bros video game, droeg Mario een bruin shirt en een rode overall (hoewel dit waarschijnlijk was door de limieten van de hardware toentertijd). Hij wordt soms omschreven als iemand met overgewicht, een voorbeeld daarvan kwam ter sprake in Super Mario 64.
Mario's outfit wordt vaak aangepast aan het spel. Zo droeg hij bijvoorbeeld in Mario Smash Football, (Super Mario Strikers) een voetbal kit in tegenstelling tot de overall. In Super Mario Sunshine, vervangt een rood T-shirt Mario's gebruikelijke shirt met lange mouwen en kon hij eventueel ook nog een zonnebril en een Hawaïaansachtig shirt aan trekken. In Super Mario Odyssey heeft Mario vele outfits ter beschikking naast zijn standaard outfit. De meeste outfits zijn gebaseerd op eerdere games van Mario, bijvoorbeeld de doktersjas uit Dokter Mario en de bouwvakkersoutfit uit Super Mario Maker.
In sommige games kan Mario transformeren in verschillende vormen, waarbij Mario bij elke vorm een ander kostuum heeft. In Super Mario Bros. kan hij een fire flower oppakken die zijn outfit verandert in een witte overall op een rood shirt (hoewel het oranje met rood was in de originele NES-versie van Super Mario Bros. 3 en nu juist het tegenovergestelde).

### Persoonlijkheid
Mario staat er om bekend een kindvriendelijke en dappere held te zijn in de spellen en media. Mario's opgewekte persoonlijkheid wordt gereflecteerd in zijn hoge stem. Sinds Mario's Game Gallery, is deze ingesproken door Charles Martinet. Alhoewel hij in de spellen Engels praat met een zwaar Italiaans accent, staat hij erom bekend ook sporadisch Italiaans te spreken. Bij andere verschijningen in de media, sprak hij meer met een Brooklynachtig accent. Mario's spraak is vaak gelimiteerd tot korte zinnen als: "Okey dokey!", "Woohoo!", "Let's a-go!", "It's-a me, Mario!", "Here we go!" en meer, toch praat hij in de Mario sport spellen met volle zinnen. Net als zijn broer Luigi praat Mario soms over zichzelf in de derde persoon, bijvoorbeeld: "Mario loses" (als hij een Mario Kart-race verliest). Behalve al deze korte zinnetjes, heeft Mario nog nooit een conversatie gesproken in een officiële game (alhoewel hij in het spel Mario vs. Donkey Kong uitzonderlijk veel praat), waardoor het praten wordt overgelaten aan andere personages. Wel spreekt Mario volle zinnen in de tekenfilmserie.

### Beroep en hobby's

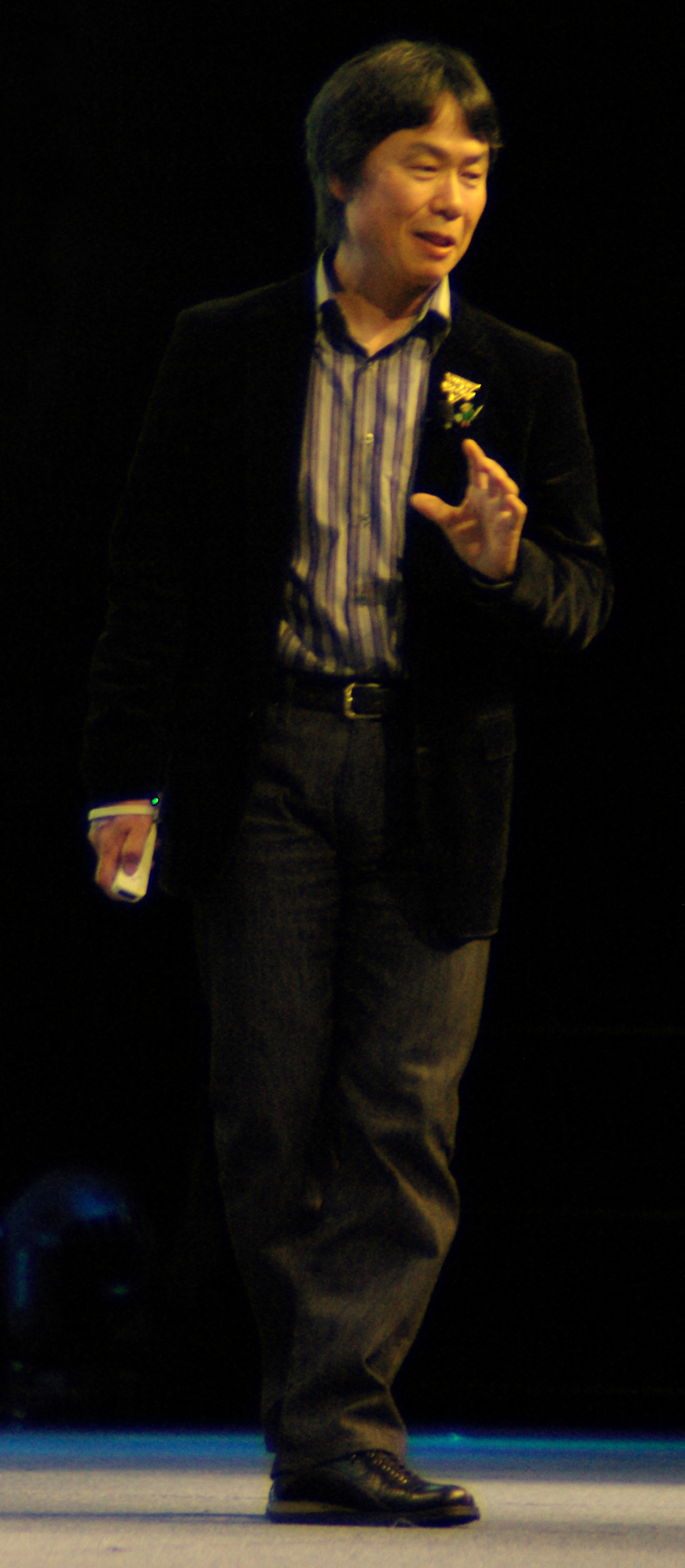
Shigeru Miyamoto, Mario's schepper

Mario's beroep is dat van een loodgieter. Met uitzondering van Mario & Luigi: Superstar Saga, Super Mario 3D World, en de originele Mario Bros., wordt hij bijna nooit gezien tijdens het uitoefenen van zijn beroep in de spellen. De pijpen echter, zijn wel een vervoerswijze gebleven. Mario was te zien als loodgieter in de geanimeerde tekenfilmreeks. Hij wist veel van gereedschap af en wist ook goed hoe leidingen moesten worden gerepareerd. In de originele Donkey Kong spellen, toen Mario nog Jumpman werd genoemd, was hij eigenlijk een timmerman.
Vanaf de Dr. Mario-puzzelspellen, die debuteerde in 1990, werd Mario officieel ook gezien als medisch arts. In 2001, verscheen Mario in Dr. Mario 64, een bijgewerkte versie van het originele puzzelspel. Mario was ook in artsenvorm als geheim personage te vinden in het Nintendo GameCube-spel Super Smash Bros. Melee en ook in een andere bijgewerkte versie van origineel, Dr. Mario Virus Buster voor WiiWare. In het Game Boy-spel Mario's Picross is Mario zelfs archeoloog.
Zijn meest tijdrovende activiteit is het redden van Princess Peach, het Mushroom Kingdom en vijanden verslaan, zoals Bowser, in diverse koninkrijken. In de RPG-spellen werd door interactie met andere personages duidelijk dat Mario erg bekend is onder de bewoners van de verschillende koninkrijken door zijn heldhaftige daden.
In het spel Mario vs. Donkey Kong 2: March of the Minis werd het duidelijk dat Mario een speelgoed-producerend bedrijf heeft waarmee hij zijn inkomen verdient.
In september van 2017 is op de Japanse website van Nintendo een profiel van Mario verschenen waarin wordt bevestigd dat Mario niet langer een loodgieter is.

### Relaties
Sinds zijn eerste spel, heeft Mario meestal de rol om de dame in nood te redden. In het begin moest hij zijn vriendin Pauline redden in Donkey Kong uit de klauwen van Donkey Kong. Pauline bleef niet lang bestaan als personage en werd vervangen door een nieuwe dame in nood, Princess Peach, in Super Mario Bros. (hier werd ze aangesproken met "Princess Toadstool" of gewoonweg "the Princess" in de Engelstalige versies van de spellen tot 1993, toen Yoshi's Safari debuteerde, maar de naam werd nog niet echt publiekelijk gebruikt totdat Super Mario 64 drie jaar later.) Pauline keerde terug in de Game Boy overzetting van Donkey Kong in 1994 en later in 2006 ook in Mario vs. Donkey Kong 2: March of the Minis, alhoewel het personage hierin wordt omschreven als "Mario's vriendin."
Sinds de introductie van Super Mario Bros. heeft Mario Princess Peach meerdere keren gered, waarna zij hem vaak bedankte met een kus. Dit leidde tot speculatie onder fans over een mogelijke romantische relatie tussen de twee personages. Nintendo heeft echter verklaard dat Mario en Peach “goede vrienden” zijn die elkaar helpen wanneer dat mogelijk is, en dat er geen sprake is van een romantische relatie.
Bowser is Mario's aartsvijand. Desondanks, zijn de twee bereid om samen te werken als ze samen een oplossing moeten zoeken, zoals in Super Mario RPG en Super Paper Mario.
Luigi is Mario's jongere broer. Hij is vaak een compagnon van Mario in veel van zijn avonturen en is het personage waarmee spelers spelen tijdens twee-spelerssessies in veel van de video-games. Meestal vertoont hij het gedrag van een "bange wezel" die eropuit trekt om Mario te redden maar in plaats daarvan zelf gered moet worden. Hij moet Mario ook weleens echt redden zoals in Mario is Missing! en Luigi's Mansion.
Yoshi, een dier dat doet denken aan een dinosauriër of salamander, is een van Mario's beste vrienden sinds Super Mario World. Yoshi kan met z'n tong vijanden opslokken en veranderen in eieren. Yoshi heeft naast zijn avonturen met Mario ook zijn eigen games zoals Yoshi's Island en Yoshi's Story.
Mario redde Princess Daisy in Super Mario Land voor de Game Boy. Er is geen bewijs dat ze interesse hadden in elkaar. Ondanks dat Daisy hem kuste werd dit beschaafd gedaan om een klassieke Mario einde te behouden. In Super Smash Bros. Melee, staat in de tekst die te lezen bij Daisy's trofee dat ze "na haar verschijning in Mario Golf (dit is een foutje, dat waarschijnlijk verwijst naar NES Open Tournament Golf of de NES uitgave Mario Open Golf), sommige geruchten stelden dat ze Luigi's antwoord was op Mario's Peach", maar Luigi en Daisy waren al eerder te zien als een romantisch stelletje in de film Super Mario Bros en later ook als standbeeld in Mario Kart Wii.
Super Mario Land 2: 6 Golden Coins voor de Game Boy zorgde voor de komst van Wario, Mario's kwaadaardige en hebberige dubbelganger. Alhoewel er geen duidelijk relatie is tussen de twee, werd Wario eens omschreven als Mario's neef in het blad Nintendo Power. Dat Wario kwaadaardig moet zijn is enigszins af te leiden uit zijn naam. Warui betekent in het Japans slecht. Dit is ook te zien bij Waluigi, de compagnon van Wario, tevens de tegenpool van Luigi. Wario's uiterlijk zorgt ervoor dat hij nog meer in zijn rol komt van een anti-Mario.

### Baby Mario
Mario heeft een jongere versie, Baby Mario genaamd. Hij maakte zijn debuut in Super Mario World 2: Yoshi's Island en kwam daarna nog vaak voor in de serie.

### Vaardigheden
Mario's meest bekende vaardigheid is zijn mogelijkheid om grote hoogtes de lucht in te springen. Springen is een belangrijk onderdeel in de Mario spellen, vooral in de platformspellen. Mario's meest voorkomende aanval is het springen op vijanden. Mario heeft ook een boven-menselijke kracht, waardoor hij Super Mario 64's eerste baas, King Bob-Omb, die veel groter was dan Mario kon optillen, dragen en weg kon gooien.
Tijdens de ontwikkeling van Donkey Kong, stond Mario bekend onder de naam "Jumpman", omdat hij extreme hoogtes kon springen. Deze vaardigheid is staat nog omschreven als Mario's grootste talent in de meeste mediavormen waarin hij verschijnt en springen - zowel om verschillende gebieden van een level te bereiken als een offensieve aanval - blijft een belangrijk onderdeel van de gameplay in de meeste Mariospellen, vooral in de Super Mario Bros.-serie.
Mario's meest weergegeven vorm van aanvallen is het springen om de hoofden van vijanden te pletten, dat voor het eerst werd geïntroduceerd Mario Bros. (maar zijn hoofdaanval in dit spel om de vloer onder zijn vijanden te raken, waardoor ze ondersteboven neerkwamen) maar is er beter bekend om geworden door Super Mario Bros. en de vervolgen. Deze plet-sprong aanval kan kleine vijanden helemaal pletten en zorgt vaak voor schade bij de grotere, soms resulteert het ook in een bijeffect. Meest opvallend, is dat deze aanval Mario de mogelijkheid geeft om de schildpadachtige Koopa Troopa's terug in hun schild te laten trekken, waarna de schilden door het level kunnen gaan glijden en vervolgens andere vijanden of Mario schade toebrengen.
Super Mario World voegde de mogelijkheid toe om een draaisprong te maken, waardoor Mario blokken onder hem kon breken. Later in de Game Boy-versie van Donkey Kong kreeg Mario de mogelijkheid om hoger te springen door opeenvolgende sprongen te maken en kon hij ook een back-flip uitvoeren. Super Mario 64 gaf Mario een variatie aan sprongen, zoals een zijwaartse radslag-sprong, de "ground pound" en de "Wall Kick" waarmee Mario grotere hoogtes kon bereiken door zich weg te schoppen van de muur.
Mario maakt gebruik van veel verschillende voorwerpen in de meeste spellen waarin hij verschijnt, meestal krijgt hij hierdoor speciale krachten. De meest prominente van deze voorwerpen is de Super Mushroom, die Mario twee keer zo groot laat groeien, waardoor hij verandert in "Super Mario," en schade kan oplopen voordat hij weer terug krimpt naar de "normale" Mario. Als aanvulling hierop kan Mario een Fire Flower oppakken om te transformeren in "Fire Mario" waardoor hij vuurballen kan gooien naar vijanden en een Starman maakt Mario tijdelijk onschadelijk. Een terugkerend muziekje in de Super Mario-serie bij het oppakken van de power-ups is te danken aan het feit dat vele van de voorwerpen Mario een dierachtig uitstraling geven, soms gerelateerd aan hoe het item heet. Zo is Super Mario Bros. 3's Frog Suit een voorwerp dat Mario verandert in een kikker en Super Mario Land 2's Power Carrot verandert Mario in een konijn. Soms is het voorwerp ook niet gerelateerd aan de speciale kracht zoals de Raccoon Leaf die Mario wasbeeroren, een staart en de kracht om te vliegen geeft. Andere power-ups zijn praktischer; in Super Mario World, zorgt de Cape ervoor dat Mario kan vliegen en zweven en een ballon in een later spel in de serie zorgt voor hetzelfde effect. New Super Mario Bros. introduceerde andere soorten Mushroom power-ups, zoals de "Mega Mushroom," die Mario laat groeien tot schermvullende proporties en de Mini Mushroom laat hem extreem krimpen.
Toen Mario zijn driedimensionale vorm bereikte in Super Mario 64, werd een nieuw onderdeel geïntroduceerd waardoor Mario extra schade opliep als hij zijn petje niet op had; aanvullend hierop, zorgde verschillende soorten petjes voor speciale krachten als vliegen, onverslaanbaarheid, en onzichtbaarheid. Samen met deze basisvaardigheden, zorgde de petjes ook voor praktischere vaardigheden. Zo zorgde het metalen petje er bijvoorbeeld voor dat Mario naar de zeebodem zakte en met het onzichbaarheidspetje kon Mario door dunne oppervlakken lopen.
Alhoewel Mario er niet om bekendstaat conventionele wapens te gebruiken in spellen, is het gebruik van hamers hier een uitzondering op, zoals in Super Mario Bros. 3, de originele Donkey Kong en Super Mario RPG. De hamers worden vaak offensief en voor andere dingen gebruikt, zoals het activeren van een knop en het oplossen van puzzels.

## Impact
Als Nintendo's mascotte is Mario het meest bekende personage in de geschiedenis van de videospellen. De Mario-serie heeft meer dan 250 miljoen exemplaren verkocht, waarmee het de bestverkopende videospelfranchise aller tijden is. Mario was een van de eerste videospel personages die werd geëerd op de Walk of Game in 2005, samen met Halo, Link en Sonic the Hedgehog. Mario was het eerste videospelpersonage dat in 2003 een wassen beeld kreeg in het legendarische Hollywood Wax Museum. In 1990 bleek uit een nationaal onderzoek dat Mario herkenbaarder was voor kinderen dan Mickey Mouse.
Sinds zijn ontstaan heeft Mario zichzelf ontwikkeld tot popcultuuricoon, aangezien hij een rol heeft gespeeld in verschillende televisieprogramma's, stripboeken en in een film. Hij is verschenen op broodtrommels, T-shirts, tijdschriften, reclames, in snoepvorm, op Shampooflessen, ontbijtgranen, broches en als een pluche knuffel. Nintendo van Japan produceerde in 1986 een 60 minuten durende anime waarin Mario en zijn vrienden een rol speelde, maar deze film is nooit uitgebracht buiten Japan. De geanimeerde serie The Super Mario Bros. Super Show was een live-actionserie van sketches met onder andere oud WWF-manager "Captain" Lou Albano als Mario en Danny Wells als Luigi. Er was zelfs een boekenreeks, de Nintendo Adventure Books. In 2005 schreef Jonathan Mann zelfs een opera gebaseerd op het personage en voerde hij The Mario Opera op in het California Institute of the Arts.

### In de media
Mario's originele themamuziek in Super Mario Bros., die werd gecomponeerd door Koji Kondo, is erg herkenbaar. Oud NHL-hockeyspeler Mario Lemieux kreeg de bijnaam "Super Mario" door de media tijdens zijn illustere carrière. Mario Williams, de nummer 1-voetballer in de 2006 NFL Draft, kreeg ook de bijnaam "Super Mario", net als wielrenner, Mario Cipollini. Duits internationaal voetballer Mario Basler werd affectief "Super Mario" genoemd door de fans en de media. Een andere sportman die ook deze bijnaam kreeg was de Braziliaans voetballer Mário Jardel, bekend om zijn sprongen en zijn koppen. In Paper Mario: The Thousand Year Door, kreeg Mario de bijnaam "Great Gonzales" tijdens zijn gevechten in Glitzville. Voor het grote gevecht, noemt een van personen in het publiek Mario "Jumpman," waarmee hij Mario's verleden belachelijk probeert te maken. Mario heeft zijn naam te danken aan Nintendo van Amerika's huisbaas, Mario Segale. Daarvoor had hij geen naam en stond hij bekend als "Jumpman". Mario's bijnaam in Mario Slam Basketball is "The Jumpman" waarmee opnieuw gerefereerd wordt aan zijn oorspronkelijke naam. Mario's stem werd van 1995 tot en met 2023 ingesproken door Charles Martinet die ook de stemmen insprak van Luigi, hun babyvormen, Wario, Waluigi en Toadsworth.

## Trivia
- De Belgische darter Mario Vandenbogaerde draagt de bijnaam Super Mario.[30]
- De Italiaanse voetballer Mario Balotelli draagt de bijnaam Super Mario.